# سيد ناثان
سيد ناثان (بالإنجليزية: Syd Nathan)‏ هو منتج أسطوانات وملحن أمريكي، ولد في 27 أبريل 1904 في سينسيناتي في الولايات المتحدة، وتوفي في 5 مارس 1968 في ميامي بيتش في الولايات المتحدة.

## وصلات خارجية
- سيد ناثان على موقع الموسوعة البريطانية (الإنجليزية)
- سيد ناثان على موقع ميوزك برينز (الإنجليزية)
- سيد ناثان على موقع ميوزك برينز (الإنجليزية)
- سيد ناثان على موقع أول ميوزيك (الإنجليزية)
- سيد ناثان على موقع ديسكوغز (الإنجليزية)
- سيد ناثان على موقع ديسكوغز (الإنجليزية)